# Malacorhinus cobanensis
Malacorhinus cobanensis es una especie de insecto coleóptero de la familia Chrysomelidae descrita por Jacoby en 1892.